# Captain Apache
Captain Apache ist ein britischer Western, der 1971 in Spanien entstand. Die Kritiker ließen kaum ein gutes Haar an dem von Alexander Singer inszenierten Film, der am 5. Mai 1972 in deutsche Kinos gelangte.

## Inhalt
Nach dem Tod eines Indianeragenten wird der indianische Captain Apache damit beauftragt, das Verbrechen aufzuklären. Er findet inmitten von korrupten Sheriffs, geldgierigen Landbesitzern, falschen Priestern und mexikanischen Revolutionären heraus, dass das Wissen um „April Morning“ mit der Ermordung zu tun hat: Der Grundbesitzer Griffin will die Indianer loswerden. Daher arrangiert er mit revolutionären Mexikanern ein Komplott, den Präsidenten Grant während einer Zugfahrt mit Hilfe eines Autos, „April Morning“, zu töten. Dabei sind die Mexikaner als Indianer verkleidet. Captain Apache schiebt dem einen Riegel vor. Das Öl und das Gold, das im Indianerreservat gefunden wurde, hat genug Blut gefordert.

## Kritik
„Der reichlich dürre und verworrene Handungsfaden des Westerns ist nur Aufhänger für die Abrechnung des Helden mit seiner schurkischen Umwelt. Gelegentliche Spannung und zäher Witz gehen in einfallslosen Keilereien und Langeweile unter.“

„Zusammengewurstelter Western, in dem Lee van Cleef in der Titelrolle Dutzende von eindimensionalen Charakteren niederschießt, die ihm in den Weg kommen oder gerade mal zwei Szenen haben.“

## Bemerkungen
- Die Filmsongs Captain Apache und April Morning werden von Lee van Cleef interpretiert.
- Der Film entstand in Daganzo.[2]